# Quercus camusiae
Espèce
Classification phylogénétique
Quercus camusiae est une espèce d'arbres du sous-genre Cyclobalanopsis. L'espèce est présente en Chine et au Viêt Nam.